# Das Verschwinden
Das Verschwinden ist eine deutsche Krimiserie unter der Regie von Hans-Christian Schmid, die für Das Erste produziert wurde. Sie hatte ihre Weltpremiere am 26. Juni 2017 auf dem Filmfest München.

## Handlung
In Forstenau, einer Kleinstadt nahe der tschechischen Grenze, verschwindet die 20-jährige Janine Grabowski. Während vieles darauf hindeutet, dass sie klammheimlich der Provinz den Rücken kehren wollte, ist ihre Mutter Michelle überzeugt, dass Janine etwas zugestoßen sein muss. Die Vermisstenanzeige verschwindet allerdings schnell in den Akten der Polizei. Niemand mag an ein Verbrechen glauben. So ist Michelle gezwungen, sich auf eigene Faust auf die Suche zu machen. Je mehr sie über ihre Tochter und deren Umfeld in Erfahrung bringt, desto stärker stellt sich ihr die Frage, wie sehr ihr eigenes Verhalten in der Vergangenheit dazu beigetragen hat, ein Netz aus Lügen und Geheimnissen zu spinnen, in dem Janine nicht das einzige Opfer bleibt.

## Episodenliste
| Nr. (ges.) | Nr. (St.) | Originaltitel        | Erstausstrahlung D |
| --- | --------- | -------------------- | ------------------ |
| 1 | 1         | Janine               | 22. Okt. 2017      |
| Janine verschwindet nach einem Discobesuch spurlos. Ihre Wohnung wurde durchsucht und ihr Auto am nächsten Morgen verlassen am Feldrand gefunden. Ihre beiden besten Freundinnen Laura und Manu bleiben mit ihren eigenen Problemen zurück. Alle drei und der Kleindealer Tarik sind in Geschäfte mit Crystal Meth verwickelt. Janines Mutter Michelle meldet ihre Tochter bei der Polizei als vermisst und beginnt auf eigene Faust, nach ihr zu suchen.                                                                                       |           |                      |                    |
| 2 | 2         | Weil wir euch lieben | 29. Okt. 2017      |
| Bei ihren Nachforschungen im nahen tschechischen Grenzgebiet findet Michelle Janines Kleid im Müll. Nun behandelt auch die Polizei die Sache als Vermisstenfall. Von Janines Freunden erfährt Michelle von den Drogengeschäften und fährt mit Manu zu einem Drogenlabor in Tschechien, wo sie vergeblich nach Hinweisen sucht. Manu kauft dort Drogen, die ihr Michelle auf der Rückfahrt wegnimmt. Dennoch gewährt Michelle ihr Unterschlupf in Janines Wohnung. Dort findet Manu das versteckte erste Päckchen und nimmt eine Überdosis Meth. |           |                      |                    |
| 3 | 3         | Zwei Mütter          | 30. Okt. 2017      |
| Manu wird gerettet und Michelle übergibt die Drogen, die in ihrer Wohnung versteckt waren, mit Verzögerung der Polizei. In Janines Wohnung findet sie Fotos auf einer Speicherkarte, die kurz darauf bei einem Einbruch zusammen mit Janines Laptop gestohlen wird. Tariks Fingerabdrücke werden auf dem Drogenbeutel gefunden, er wird verhaftet. Es stellt sich heraus, dass Janine schwanger war und das Kind nach ihrem Verschwinden in Deutschland abtreiben ließ.                                                                         |           |                      |                    |
| 4 | 4         | Eine Familie         | 31. Okt. 2017      |
| Nach und nach versteht Michelle das Beziehungsgeflecht der Freundinnen und ihrer Familien, das durch Geheimnisse, Lügen und Schweigen verschleiert war. Manche der Beteiligten akzeptieren die Konsequenzen der Geschehnisse, andere versuchen nun, unbehelligt aus der Sache herauszukommen oder einen Sündenbock zu finden. Janines Verbleib wird aufgeklärt. |           |                      |                    |

## Besetzung
| Schauspieler        | Bild | Rolle              |
| ------------------- | ---- | ------------------ |
| Julia Jentsch       |      | Michelle Grabowski |
| Johanna Ingelfinger |      | Manu Essmann       |
| Saskia Rosendahl    |      | Laura Wagner       |
| Elisa Schlott       |      | Janine Grabowski   |
| Mehmet Ateşçi       |      | Tarik Karaman      |
| Nina Kunzendorf     |      | Steffi Essmann     |
| Sebastian Blomberg  |      | Leo Essmann        |
| Caroline Ebner      |      | Annegret Wagner    |
| Michael Grimm       |      | Helmut Wagner      |
| Teresa Harder       |      | Kerstin Karaman    |
| Vedat Erincin       |      | Ayhan Karaman      |
| Isabella Bartdorff  |      | Nicole Göhl        |
| Godehard Giese      |      | Martin Göhl        |
| Stephan Zinner      |      | Gerd Markwart      |
| Golo Euler          |      | Kai Jessel         |
| Martin Feifel       |      | Jens Köhler        |
| Judith Engel        |      | Juliane Durkheim   |

## Produktion
Produziert wurde Das Verschwinden von der 23/5 Filmproduktion in Koproduktion mit ARD Degeto, BR, SWR, NDR und MIA Film für Das Erste. Die Redaktion hatten Bettina Ricklefs (BR), Claudia Simionescu (BR), Sascha Schwingel (ARD Degeto), Claudia Grässel (ARD Degeto), Christian Granderath (NDR), Sabine Holtgreve (NDR) sowie Kerstin Freels (SWR).
Die Dreharbeiten fanden von August bis Dezember 2016 in der Oberpfalz, Niederbayern und Tschechien, München sowie in Berlin statt. Für das Kostümbild zeichnete Birgitta Lohrer-Horres verantwortlich, für das Szenenbild sorgte Heike Lange. Den Schnitt besorgten Bernd Schlegel und Hansjörg Weißbrich, für den Ton zeichnete Patrick Veigel verantwortlich.
Das Projekt wurde gefördert vom FilmFernsehFonds Bayern, dem Medienboard Berlin-Brandenburg und vom Tschechischen Staatsfonds für Kinematographie. Koproduzenten waren Michal Pokorný und Zbynĕk Pippal.
Der Weltvertrieb wurde von Beta Film übernommen. Der internationale Titel der Krimiserie lautet The Vanishing.

## Aufführungen
Alle Episoden der Miniserie wurden am 26. Juni 2017 auf dem Filmfest München uraufgeführt. Die Erstausstrahlung der vier Folgen im Ersten erfolgte ab dem 22. Oktober 2017.

## Rezeption

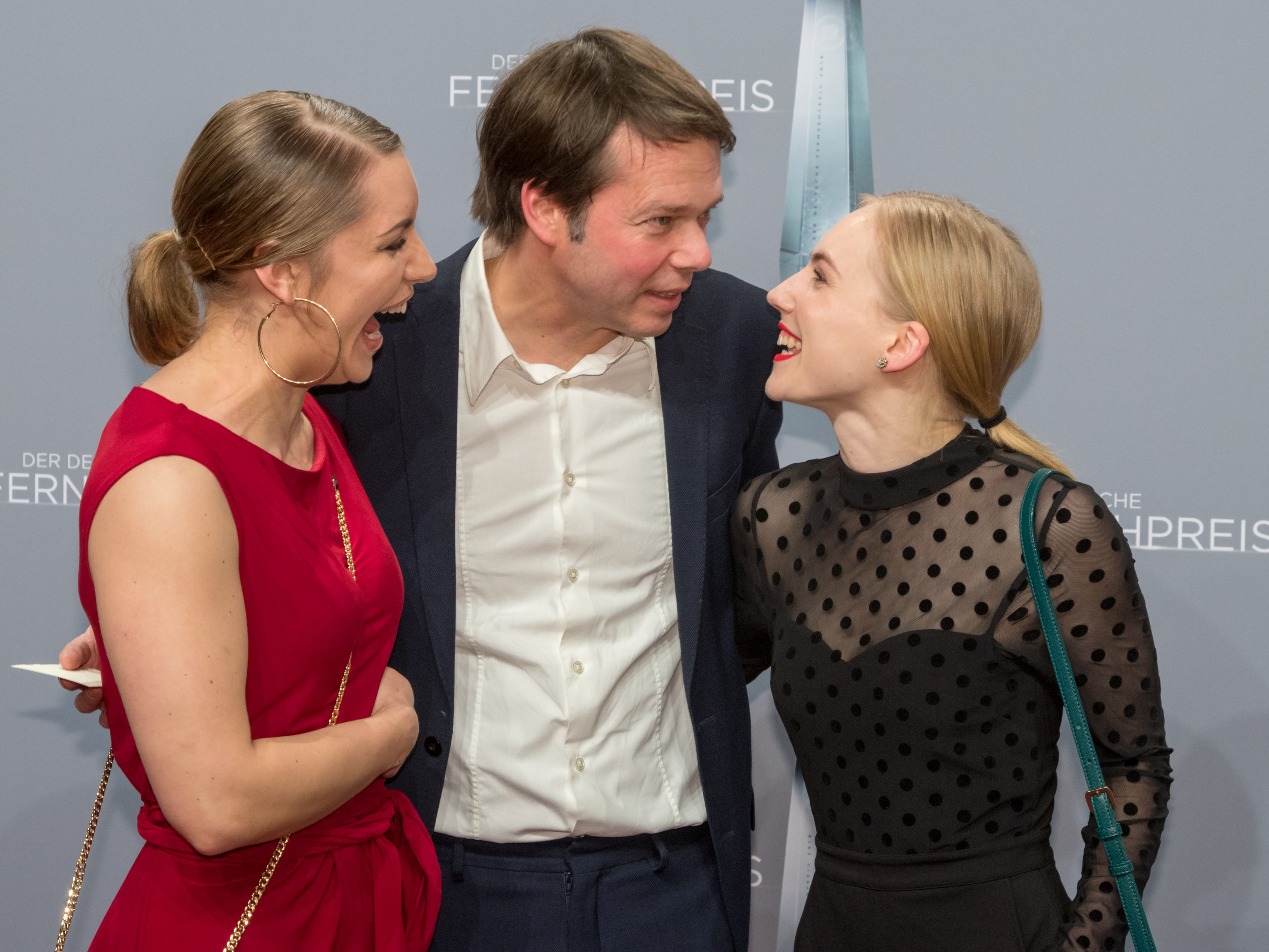
Saskia Rosendahl, Hans-Christian Schmid und Elisa Schlott beim Deutschen Fernsehpreis 2018.

Die Serie stieß auf fast einhellig positive bis hin zu herausragenden Bewertungen der Filmkritik.
David Denk von der Süddeutschen Zeitung bezeichnete die Krimiserie von Hans-Christian Schmid als einen „großen Wurf“. Auch Alexandra Seitz von der Berliner Zeitung war voll Lob für den Regisseur und konstatierte „langen Atem, eine ruhige Hand und ein gutes Auge“ bei der gelungenen Umsetzung des Stoffes. Er ziehe „nicht nur simpel den verklärenden Schleier der Biederkeit und des Wohlanständigen beiseite, um einen dahinter liegenden Sumpf des Verbrechens zu beleuchten“, sondern bringe die, „die eigentlich nichts Böses im Schilde führen, die aber in unterschiedlichen Zwängen gefangen sind, die von Ängsten beherrscht und von unerfüllten Hoffnungen geplagt werden“, wunderbar ins Licht der Geschichte.
Elmar Krekeler stellte für Die Welt fest, dass es Schmid gelinge, über sechs Stunden die Handlung „offen, ambivalent und nicht erklärend […] auszubreiten, ohne an Tiefe zu verlieren und an Dichte und existenzieller Wucht“.
In der Frankfurter Allgemeinen Sonntagszeitung vom 22. Oktober 2017 bezeichnete Lennart Laberenz Das Verschwinden als „bittere Serie“. Die Serie blicke auf ein Land, „in dem immer häufiger immer dieselben verlieren“. Hans-Christian Schmid untersuche den „Ort, in dem die allermeisten Deutschen leben: die Provinz“ nicht mit „große[n] Gesten, Schauwerte[n] und aufgeblasene[r] Dramatik“, sondern mit „genauen Mitteln und subtiler Form“ der Erzählkunst.
Sibylle Simon-Zülch bezeichnete Das Verschwinden in epd Medien als eine „große, konzentrierte Meisterschaft“ und verglich die Serie mit der „Dimension einer antiken Tragödie“ mit einer „Dynamik einer kunstvoll realistischen Erzählung aus der Gegenwart“.
Für Carolin Ströbele von der Zeit hat die Serie ihre stärksten Momente immer dann, wenn es um die Freundschaft der drei jungen Frauen geht. Sie bedauerte aber: „Dass diese stimmungsvolle Serie nicht bei ihren Hauptfiguren verweilen darf, weil sie ja noch einen Krimi-Plot abzuarbeiten hat, ist die traurige Erkenntnis dieses Serienprojekts.“ Zudem kritisierte sie die Auflösung als banal; so ende „dieser unkonventionelle achtstündige Film doch wie ein sehr schlechter Tatort“.
Und in der taz schrieb Jens Müller: „Die Serie ist in diesen Zeiten der kürzer werdenden Aufmerksamkeitsspannen nämlich das Beste, was es in der ARD seit langem zu sehen gegeben hat.“

## Auszeichnungen
- Deutscher Fernsehpreis 2018
  - Julia Jentsch in der Kategorie Beste Schauspielerin
  - Bernd Lange und Hans-Christian Schmid in der Kategorie Bestes Drehbuch
  - Nominierungen in den Kategorien Beste Drama-Serie, „Beste Filmmusik“ und „Beste Regie“
- Goldene Kamera
  - 2018: Nominierung in der Kategorie Beste(r) deutsche(r) Miniserie/Mehrteiler
- Studio Hamburg Nachwuchspreis
  - 2018: Auszeichnung für Johanna Ingelfinger als Beste Nachwuchsdarstellerin für ihre Rolle als Manu Essmann[11]
- New Faces Award 2018
  - Nominierung für Johanna Ingelfinger als „Beste Nachwuchsschauspielerin“
- Deutsche Akademie für Fernsehen 2018
  - Hans-Christian Schmid Preisträger in der Kategorie Regie
- Deutsches FernsehKrimi-Festival Wiesbaden 2018:
  - Sonderpreis an Hans-Christian Schmid für die Gesamtleistung Drehbuch, Regie und Produktion
- Grimme-Preis 2018
  - Nominierungen in der Kategorie Beste Serie
- Jupiter-Award 2018
  - Nominierung in der Kategorie Beste Serie
- Romy Akademie-Preis 2018
  - Nominierung in der Kategorie Beste Serie